# Perdidos na Noite
Perdidos na Noite foi um programa de auditório brasileiro apresentado por Fausto Silva.
Estreou em 1984 na TV Gazeta de São Paulo, sendo transferido para a TV Record no mesmo ano. De 1986 a 1988, foi exibido pela Rede Bandeirantes, onde ganhou repercussão nacional.
O nome da atração foi inspirado no longa-metragem estadunidense Midnight Cowboy que recebeu o título Perdidos na Noite no Brasil.

## História
Fausto Silva foi convidado para comandar o programa após obter sucesso no rádio em São Paulo. A atração começou a ser gravada no Teatro Brigadeiro e era exibida em uma faixa horária ocupada pelo Programa Goulart de Andrade na Gazeta (servindo também para criações da produtora Olhar Eletrônico). Após ir para a Record, passou a ser gravado no Teatro Záccaro.
O Perdidos na Noite contava com uma produção, inicialmente, bastante precária. Porém, passou a chamar a atenção justamente, como a utilização "criativa" dessa precariedade. Era marcado pela irreverência e pelo humor na maioria das vezes "chulo" e politicamente incorreto do apresentador Fausto Silva, que não se furtava em falar palavras de baixo calão no ar, em tratar rispidamente os convidados e membros da plateia (que igualmente colaboravam com o show ao escreverem cartazes nos mesmos moldes irreverentes), e num período de plena abertura política, referir-se de maneira cáustica a personalidades, como o então presidente José Sarney e o então ex-prefeito de São Paulo Jânio Quadros (que chegou mesmo a ameaçar processar a produção do programa, por uma piada de Faustão que associava sua suposta senilidade irreversível com a possibilidade de descoberta da cura da AIDS).
Além disso, o programa contava com as intervenções humorísticas, caracterizadas pelo deboche, da dupla Tatá e Carlos Roberto Escova "Acidentes de percurso" da produção do Perdidos na Noite, como tropeções em cabos, falhas técnicas na captação das imagens e o fato de, muitas vezes, funcionários do programa passarem inadvertidamente na frente das câmeras no momento da transmissão eram impiedosamente satirizados pelos apresentadores. O improviso era outra característica marcante: o Perdidos na Noite não seguia um script preestabelecido. Mesmo com melhores condições de viabilização na Record e na Bandeirantes, tal aspecto "mal-acabado", que inclusive dividia a crítica especializada, prosseguiu, garantindo rapidamente ao programa um status "cult" nas noites de sábado, o que se refletiu em uma boa audiência, sobretudo entre os espectadores homens. A principal chamada do Perdidos na Noite (falada por Fausto Silva) era: "espelho, espelho meu, existe algum programa pior do que o meu?".

### Após o fim do programa
O programa foi exibido até 28 de dezembro de 1988. Fausto Silva havia sido contratado pela TV Globo para, em março do ano seguinte, comandar o Domingão do Faustão.
Em janeiro de 2021, o apresentador Fausto Silva anunciou que não renovaria com a TV Globo. Em maio de 2021, Faustão anuncia que fechou um contrato de 5 anos de duração com a Rede Bandeirantes para 2022. Com isso, os fãs do extinto programa pediram nas redes sociais a volta do Perdidos na Noite.
Após essa manchete ser noticiada foram descoberto dois fatos: Em 2004, a Rede Bandeirantes tentou voltar com o Perdidos na Noite. O programa seria apresentado por José Luiz Datena que até chegou gravar um piloto, mas não foi ao ar. O piloto foi gravado e tinha cenografia dos estilistas Marcelo Sommer e Alexandre Herchcovitch que foram chamados a pedido de Marlene Mattos. O programa seria dirigido por Leonor Corrêa, irmã de Fausto Silva. Os convidados do piloto foram Jair Rodrigues, Zé do Caixão, o pugilista Maguila, a drag Salete Campari e o humorista Nelson "Tatá" Alexandre que fez parte da formação original do programa. O projeto foi cancelado e não foi ao ar. Também veio à tona que mesmo após 33 anos do término do Perdidos na Noite, a Rede Bandeirantes detém os direitos do nome do programa desde 1997 e que a última vez que o registro foi renovado pelo INPI aconteceu em 2019.